# 치과교정학

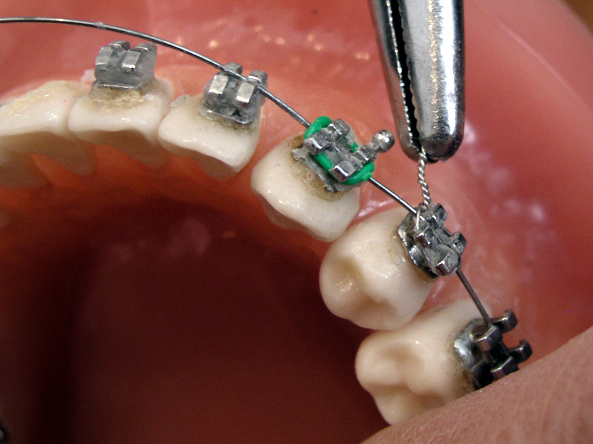
치아 교정기

치과교정학(齒科矯正學, 영어: orthodontics)은 부정교합을 치료하기 위한 치의학의 한 전공 과목이다. 교정 치료는 치의학적 치아 이동으로 정상적인 안면 성장을 유도하는 데 중점을 두고 있다. 시술 의사에 따라서 환자의 외관상 개선이나 기능적 개선에 중점을 두는 비율이 달라질 수 있다. 하지만 교정 치료의 최종 목적은 치아의 바른 교합에 있다.
치아와 턱의 비정상적인 배열은 매우 흔하다. 미국 치과 교정 협회(American Association of Orthodontics)에 따르면 선진국 인구의 거의 50%가 교정 치료의 혜택을 받을 만큼 심각한 부정교합을 갖고 있지만, 의학적으로 필요한 교정을 언급할 때 동일한 AAO 선언에 따르면 이 수치는 10% 미만으로 감소한다. 그러나 치료가 완료된 환자는 치료를 받지 않은 환자에 비해 삶의 질이 더 높은 것으로 보고되었지만, 교정 치료의 건강상의 이점에 대한 결정적인 과학적 증거는 부족하다. 이러한 부정교합이 만연하는 주된 이유는 어린 시절 신선한 과일과 채소를 적게 섭취하고 전반적으로 부드러운 음식을 섭취하여 턱이 작아지고 치아가 나올 공간이 적어지기 때문이다. 치료에는 몇 달에서 몇 년이 걸릴 수 있으며 치아 교정기 및 기타 장치를 사용하여 치아 위치와 턱 정렬을 점진적으로 조정해야 한다. 부정교합이 심한 경우에는 앞니마저도 틀어지게 되는데 이는 눈배열과 치아 전치부 배열이 균형을 이루지 못하여  턱수술을 치료 계획에 포함시킬 수도 있다. 성인이 되기 전에 뼈가 더 쉽게 조정될 수 있는 한, 치료는 일반적으로 성인이 되기 전에 시작된다.

## 역사
치과교정학의 역사는 2000년 이상 치과학의 역사과 함께 연결되어 있다. 치과학은 의학의 일부로서 기원하였다.
인류가 시작된 이래로 사람들은 치아가 너무 많고 불규칙하며 튀어나온 치아 문제로 고심해 왔다. 그리스와 에트루리아 자료의 증거에 따르면 이 장애를 치료하려는 시도는 기원전 1000년으로 거슬러 올라가 원시적이면서도 인상적으로 잘 만들어진 치열교정 장치를 보여준다. 18세기와 19세기에 치아의 "조절"을 위한 다양한 장치가 여러 치과학 저자들에 의해 기술되었으며 때때로 이를 실제로 적용했다. 현대 과학으로서 치아교정의 역사는 1800년대 중반으로 거슬러 올라간다. 이 분야의 영향력 있는 기여자로는 노먼 윌리엄 킹슬리(1829~1913)와 에드워드 앵글(1855~1930)이 있다. 앵글은 부정교합을 분류하기 위한 최초의 기본 시스템을 창안했으며, 이 시스템은 오늘날까지 계속 사용되고 있다.
1800년대 중반부터 노먼 킹슬리는 Oral "Deformities"를 출판했는데, 이 책은 현재 교정학을 체계적으로 기록하기 시작한 최초의 작품 중 하나로 평가받고 있다. 19세기 후반 미국 치과의학에서 중요한 존재였던 킹슬리는 돌출된 치아를 교정하기 위해 구외 힘을 사용한 초기 사용자 중 한 명일 뿐만 아니라 구개열 및 관련 문제를 치료하는 선구자 중 한 명이었다. 킹슬리와 그의 동료들의 치아교정 시대에는 치아를 교정하고 얼굴의 조화를 이루는 데 중점을 두었다. 교합 관계를 무시하고 부정렬이나 과밀화와 같은 다양한 치과 문제로 인해 치아를 제거하는 것이 일반적이었다. 당시에는 온전한 치열이라는 개념이 널리 인정되지 않았기 때문에 물린 상관 관계가 부적절해 보였다.
1800년대 후반에는 신뢰할 수 있는 보철치아를 만들기 위해서는 교합의 개념이 필수적이었다. 이 아이디어는 더욱 개선되어 건강한 치아 구조를 다룰 때에도 다양한 방식으로 적용되었다. 보철 교합에 대한 이러한 개념이 발전하면서 이는 치과학에서 매우 귀중한 도구가 되었다.
에드워즈 H. 앵글 박사의 업적과 영향력이 느껴지기 시작한 것은 1890년이었다. 현대 치아교정학에 대한 그의 공헌은 특히 주목할 만한다. 처음에는 보철학에 중점을 두고 펜실베이니아와 미네소타에서 가르쳤으며, 치아 교합과 이를 정상적인 상태로 유지하는 데 필요한 치료에 관심을 집중하여 "현대 치열 교정의 아버지"로 알려지게 되었다.
20세기 초, 치아교정은 단순히 비뚤어진 치아를 교정하는 것 이상의 의미를 갖게 되었다. 앵글이 가정하고 분류 시스템에 통합된 이상적인 교합의 개념은 정상적인 교합에서 벗어나는 부정교합 치료로의 전환을 가능하게 했다. 양쪽 아치에 완전한 치아 세트를 갖는 것은 그들 사이의 정확한 관계에 대한 필요성으로 인해 치열 교정 치료에서 매우 요구되었다. 치아교정 절차로서의 추출은 앵글과 그를 따르는 사람들에 의해 심하게 반대되었다. 폐색이 최우선 과제가 되면서 얼굴 비율과 미학이 무시되었다. 외부 힘을 사용하지 않고 이상적인 교합을 달성하기 위해 앵글은 완벽한 교합을 갖는 것이 최적의 안면 미학을 얻는 가장 좋은 방법이라고 상정했다.
시간이 지나면서 예외적인 교합이라도 미학적 관점에서 볼 때 적합하지 않다는 것이 분명해졌다. 심미성과 관련된 문제가 있을 뿐만 아니라 앵글과 그의 학생들이 이전에 제안했던 견고한 고무줄을 사용하여 장기간에 걸쳐 치아를 강제로 결합하여 달성된 정확한 교합 관계를 유지하는 것이 일반적으로 불가능하다는 것이 입증되었다. 미국의 찰스 트위드와 호주의 레이먼드 베그(두 사람 모두 앵글 밑에서 공부함)는 1940년대와 1950년대에 치아교정학에 치과 추출을 다시 도입하여 안면 심미성을 개선하는 동시에 교합 관계에 관한 더 나은 안정성을 보장할 수 있었다.
전후 기간에는 성장과 치료로 인한 치아와 턱 위치의 변화를 측정하기 위해 치열 교정의가 두부 계측 방사선 촬영을 사용하기 시작했다. 엑스레이 결과, 많은 2급 및 3급 부정교합이 치아 배열이 잘못된 것이 아니라 턱 관계가 부적절했기 때문에 발생한 것으로 나타났다. 교정 치료가 하악 발달을 조정할 수 있다는 것이 분명해졌으며, 이는 유럽에서는 기능성 턱 정형외과의 형성으로, 미국에서는 구외 힘 측정으로 이어졌다. 요즘에는 성장 패턴과 형태를 수정하려는 목적으로 기능성 장치와 구강외 장치가 전 세계적으로 적용되고 있다. 결과적으로, 진정한, 또는 적어도 개선된 턱 관계를 추구하는 것이 20세기 중반까지 치료의 주요 목표가 되었다.
20세기 초, 치아교정학은 업그레이드가 필요했다. "American Journal of Orthodontics"는 1915년에 이러한 목적으로 창간되었다. 그 전에는 따라야 할 과학적 목표도 없었고, 특징이 부족한 정확한 분류 체계와 괄호도 없었다.
1970년대 중반까지 치아 교정 장치는 각 치아를 금속으로 감싸서 만들어졌다. 접착제의 발전으로 금속 브래킷을 치아에 접착하는 것이 가능해졌다.
1972년에 로렌스 F. 앤드루스는 영구치의 이상적인 교합에 대한 통찰력 있는 정의를 내렸다. 이는 정기적으로 시행되는 교정 치료에 의미 있는 영향을 미쳤다. 1976년에 소개된 래리 앤드루스의 사전 조정된 엣지와이즈 장치(직선 와이어 장치로 더 일반적으로 알려져 있음)는 이후 고정성 치열교정 치료에 혁명을 일으켰다. 이 디자인의 장점은 브라켓과 아치와이어 조합에 있는데, 이는 치열교정의나 임상의가 와이어를 최소한으로 구부리기만 하면 된다. 이는 이 기능의 이름을 따서 적절하게 명명되었다. 슬롯의 각도와 브래킷 베이스의 두께에 따라 추가 조작이 거의 필요하지 않고 궁극적으로 각 치아의 위치가 결정된다.
직선형 와이어 장치가 발명되기 전에 치과 교정의는 프로그래밍되지 않은 표준 모서리 고정 장치 시스템 또는 베그의 핀 및 튜브 시스템을 활용하고 있었다. 이 두 시스템 모두 각 치아에 대해 동일한 브래킷을 사용했으며 원하는 위치에 치아를 배치하기 위해 세 평면에서 아치와이어를 구부려야 했으며 이러한 구부림이 최종 배치를 결정했다.

## 정의
치과교정학은 치의학의 한 분야이다. 어원을 보면, 그리스어의 올바르다는 뜻의 'orthos'와 치아라는 뜻의 'dons'가 합쳐저 만들어진 단어이다. 따라서 치과교정학이란, 치아를 올바르게 하는 학문이다. 치아를 올바르게 한다는 것은 치열상에서 올바른 위치에서 올바른 기능을 하게 한다는 것을 의미한다. 올바르게 배열되지 못한 상태를 부정교합(不正咬合:malocclusion)이라고 부른다.
미국의 치과 교정학 협회의 따르면 ‘안면두개 구조에서 턱에 성장의 방향을 재조정하고 바르게 유도하고 힘을 가하기도 하는 방법으로 치아와 안면골 사이의 불완전한 관계의 치료나 치아의 이동을 필요로 하는 성장 중이거나 성장이 끝난 안면구조의 치료, 감독과 바른 성장을 유도하는 것을 공부하는 치의학의 한 분야’로 정의된다.

## 방식
부정확하게 위치된 치아(부정교합)에 대한 일반적인 치료는 1~2년이 소요되며 교정의는 4~10주마다 교정기를 조정하고 대학 교육을 받은 치과 전문의는 치아 및 안면 불규칙성의 예방, 진단 및 치료에 정통하다. 치과교정의는 비뚤어진 치아를 교정하고, 불규칙한 교합을 고치고, 턱을 올바르게 정렬하기 위한 다양한 치료 옵션을 제공한다. 부정교합을 교정하는 방법에는 여러 가지가 있다. 성장하는 환자의 경우 기능성 장치, 교정용 헤드기어 또는 역방향 당김 안면 마스크를 사용하여 성장을 촉진하거나 제한하여 골격 불일치를 치료할 수 있는 더 많은 옵션이 있다. 대부분의 치아교정 작업은 골격 성장이 완료되기 전 초기 영구치열 단계에서 시작된다. 골격 성장이 완료되면 턱 수술이 선택된다. 때때로 치아교정 치료를 돕기 위해 치아를 발치한다(모든 경우의 약 절반에서 치아가 발치되며, 가장 일반적으로 소구치가 발치됨).
치아교정 치료에는 고정식 장치나 탈착식 장치를 사용하는 방법이 포함될 수 있다. 대부분의 치아교정 치료는 치아에 접착식으로 부착된 교정기와 같이 제자리에 고정된 장치를 사용하여 전달된다. 고정 장치는 치아에 대한 더 큰 기계적 제어를 제공할 수 있다. 고정식 장치를 사용하여 최적의 치료 결과를 향상시킨다.
예를 들어, 구강 내 다른 치아의 치열궁 모양에 맞지 않는 치아를 회전시키거나, 여러 개의 치아를 다른 위치로 조정하거나, 치아의 치아 각도를 변경하거나, 치아의 위치를 변경하는 데 고정 장치를 사용할 수 있다. 이 치료 과정은 환자의 구강 위생이 좋지 않은 경우, 석회질 제거, 충치 또는 기타 합병증이 발생할 수 있으므로 환자에게 동기가 없는 경우(치료에 수개월이 걸리고 구강 위생에 대한 노력이 필요한 경우) 또는 부정교합이 경미한 경우 선호되지 않는다.